# St. Konrad (Regensburg)

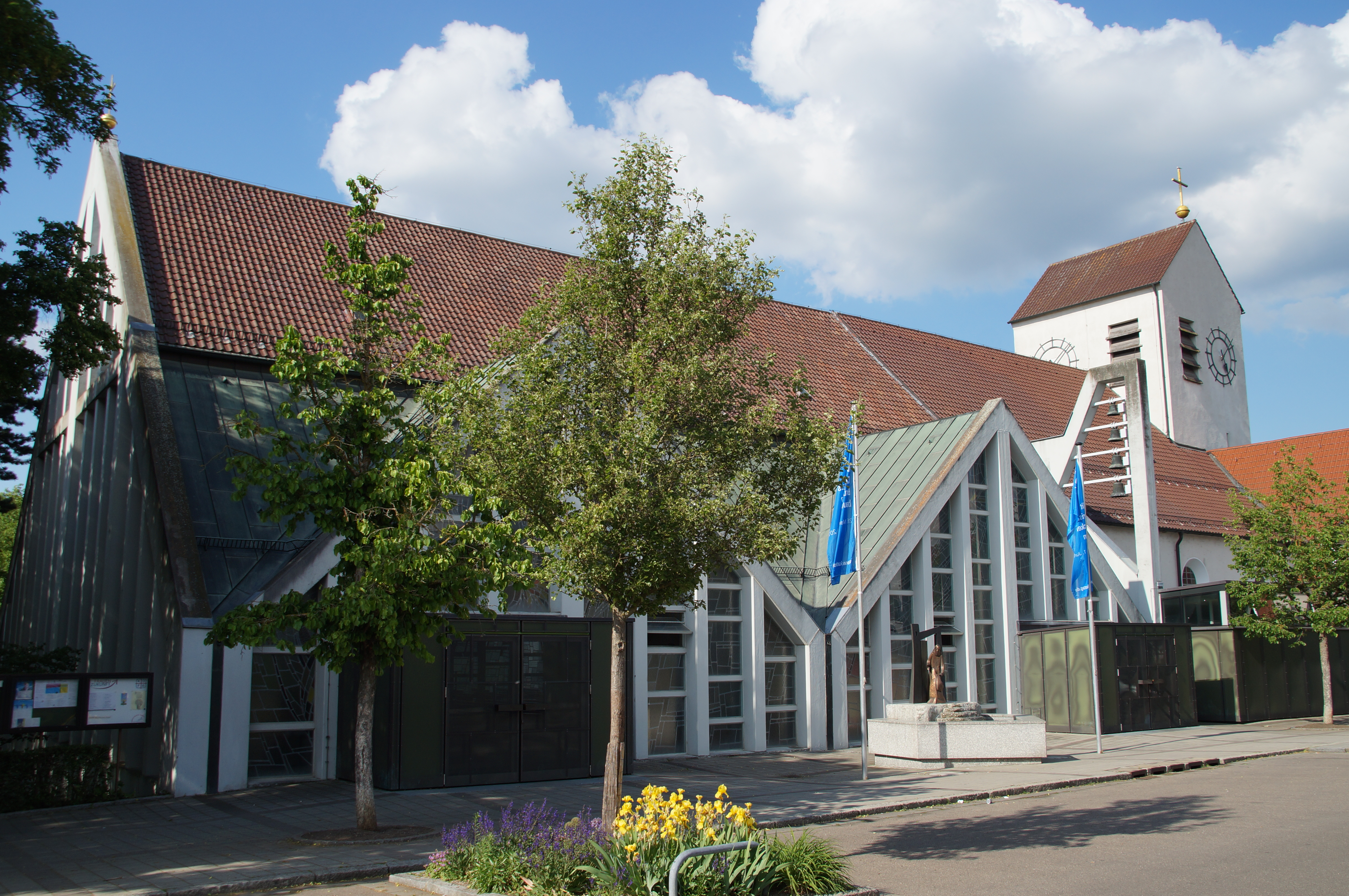
St. Konrad

St. Konrad ist die katholische Pfarrkirche des Regensburger Stadtteils Konradsiedlung am St.-Konrad-Platz 5.

## Geschichte
Die Kirche wurde 1935/36 nach Plänen des ortsansässigen Architekten Max Wittmann auf einer Anhöhe des Siedlungsgeländes errichtet. Die Kirche wurde als Seelsorgestelle der nationalsozialistischen Mustersiedlung Schottenheim konzipiert. Die künstlerische Ausstattung wurde von ortsnahen Kräften geschaffen. Nach Ende des Zweiten Weltkriegs wurde der Patron der Kirche, der Laienbruder Konrad von Parzham, namengebend für die gesamte Siedlung. Nachdem die Gemeinde stark angewachsen war, wurde das Kirchenschiff 1952 unter Hans Beckers verlängert. Am 5. Oktober 1953 wurde die Kirche zur Pfarrei erhoben. Nach einem weiteren starken Anwachsen der Gemeinde und den neuen liturgischen Anforderungen an die Kirchengestaltung durch das Zweite Vatikanische Konzil wurde nach Plänen des Regierungsbaumeisters Franz Günthner das Kirchengebäude 1966/1967 erneut mit einem Erweiterungsbau vergrößert. Dabei wurde das verlängerte Kirchenschiff abgetragen und durch einen Glas-Zeltdachbau in moderner Formensprache ersetzt. Die Gemeinde umfasst heute die Konradsiedlung sowie Teile von Wutzlhofen und den Brandlberg.
Die Kirche verfügt über keinen eigenen Friedhof. Die Pfarreiangehörigen werden deshalb zum Teil am Friedhof von Reinhausen, der eigentlich zur Pfarrei St. Josef (Reinhausen) gehört, sowie auf den anderen Regensburger Friedhöfen bestattet. Die Feierlichkeiten zu Allerheiligen und Allerseelen werden ebenfalls auf dem Reinhausener Friedhof begangen, die Pfarreien wechseln sich mit der Zelebration bzw. Konzelebration jährlich ab.

## Architektur
Der erhaltene Teil Kirche ist ein giebelständiger Saalbau mit steilem Satteldach, eingezogenem Chor mit Chorturm und seitlichen Doppelgiebeln in Rasterbauweise. Im Westen schließt sich der neuzeitlich gestaltete Stahlbetonbau in Zeltdachform an. Die fünf Giebelwände sind mit Glasgemälden nach Entwürfen von Erich Schickling ausgestattet. Auf der erhöhten Altarinsel, an der Schnittstelle zum historischen Gebäude ist der Volksaltar ist errichtet. Die gruppierte Anordnung der Kirchenbänke macht es den Gottesdienstbesuchern möglich, sich nahe um den Altar zu versammeln. Die ehemalige Apsis beherbergt heute die Orgel und den Platz für den Kirchenchor. Der gewachsene Figurenschmuck aus der alten Kirche wurde bei der Neugestaltung wieder verwendet.

## Orgeln

### Orgel der Pfarrkirche

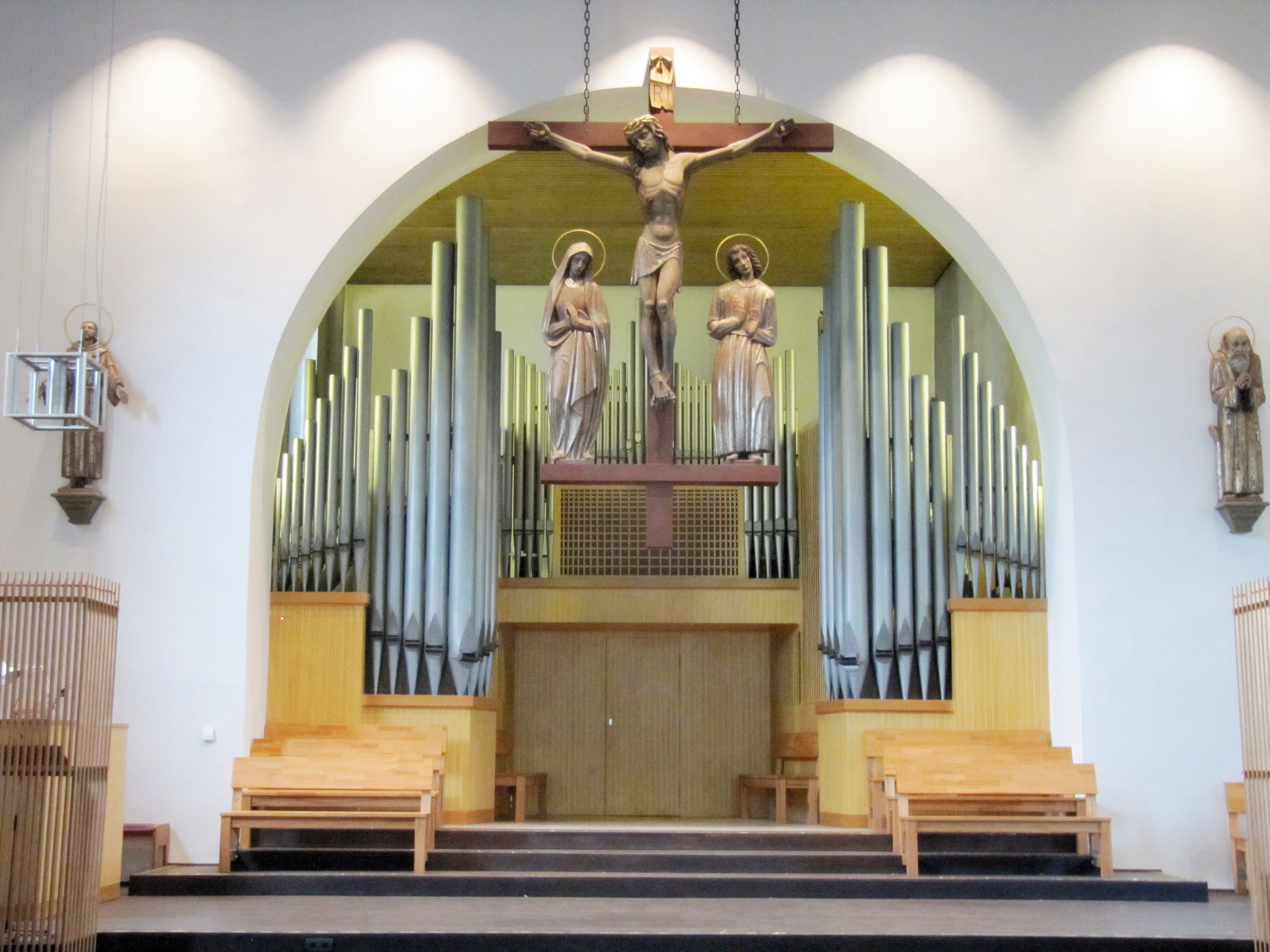
Hirnschrodt-Orgel

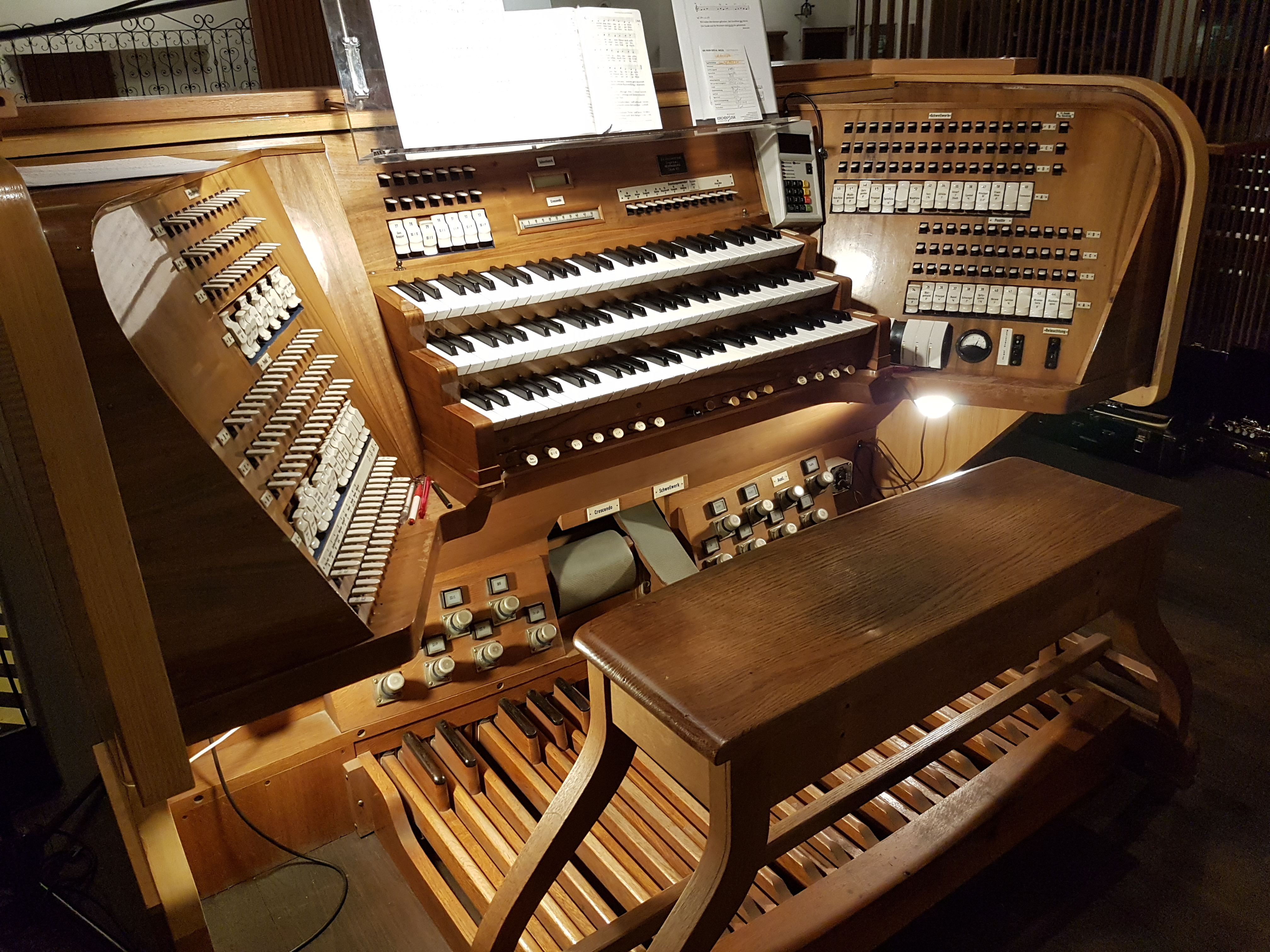
Spieltisch

1967 stellte Eduard Hirnschrodt in der erweiterten Kirche ein neues Werk auf: Die Orgel war mit ursprünglich 36 klingenden Registern auf drei Manualen und Pedal mit Kegellade und elektro-pneumatischer Traktur ein größeres Instrument der Firmengeschichte. Dafür wurden auch Teile der Vorgängerorgel von Willibald Siemann wiederverwendet. Sie wurde mehrfach erweitert. Die heutige Disposition lautet wie folgt:
| I Hauptwerk C–a3 |       |
| Gedackt          | 16′   |
| Prinzipal        | 8′    |
| Holzflöte        | 8′    |
| Dolce            | 8′    |
| Octav            | 4′    |
| Nachthorn        | 4′    |
| Octav            | 2′    |
| Mixtur VI        | 1 ⁄3′ |
| Trompete         | 8′    |
| Schalmey         | 4′    |

| II Positiv C–a3 |       |
| Gemshorn        | 8′    |
| Bleigedackt     | 8′    |
| Principal       | 4′    |
| Nasat           | 2 ⁄3′ |
| Schwiegel       | 2′    |
| Spitzquinte     | 1 ⁄3′ |
| Octave          | 1′    |
| Carillon        | 2⁄3′  |
| Krummhorn       | 8′    |
| Tremulant       |       |
| Glockenspiel    |       |

| III Schwellwerk C–a3 |          |
| Principal            | 16′ C–f1 |
| Rohrflöte            | 8′       |
| Musikgedackt         | 8′       |
| Zartgambe            | 8′       |
| Prinzipal            | 4′       |
| Spitzflöte           | 4′       |
| Waldflöte            | 2′       |
| Terz                 | 1 3⁄5′   |
| Sifflöte             | 1′       |
| Scharff IV–V         | 1′       |
| Cymbel               | 1 ⁄3′    |
| Franz. Oboe          | 8′       |
| Tremulant            |          |

| Pedal C–f1    |         |
| Principalbass | 16′     |
| Subbass       | 16′     |
| Zartbass      | 16′     |
| Grossquinte   | 10 2⁄3′ |
| Oktavbass     | 8′      |
| Rohrgedackt   | 8′      |
| Flöte         | 4′      |
| Pommer        | 4′      |
| Rauschbass IV | 2 ⁄3′   |
| Posaune       | 16′     |
| Trompete      | 8′      |

- Koppeln: II/I, III/I III/II, I/P, II/P, III/P, Generalkoppel
- Spielhilfen: 3 freie Kombinationen, Crescendowalze, Schwelltritt, Crescendo ab, General-Zungen ab, Man. 16′ ab, 2 freie Pianopedalkombinationen und Einzel-Zungenabsteller

### Orgel der St.-Konrad-Kapelle

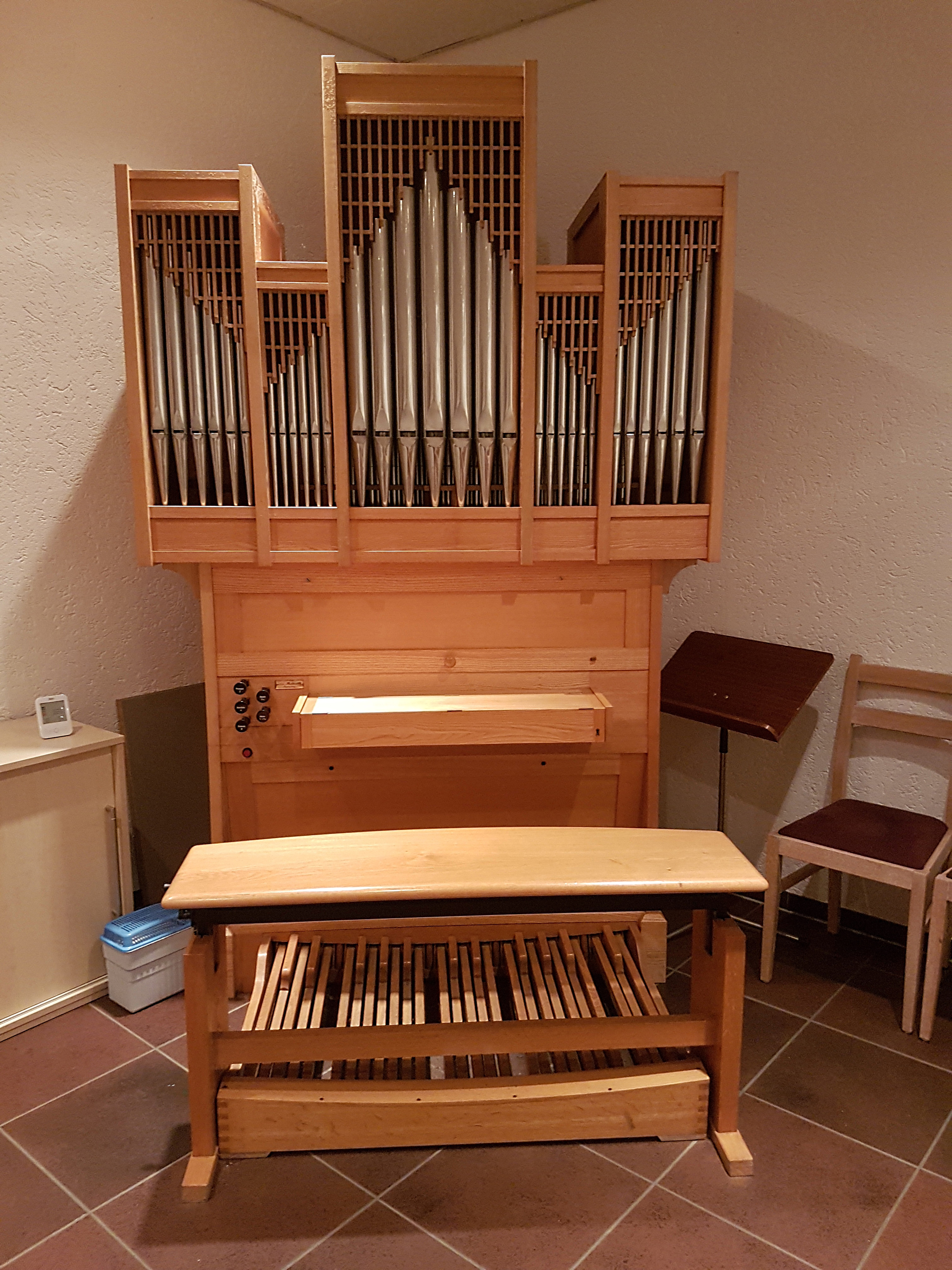
Hartmann-Orgel

In den 90er Jahren des letzten Jahrhunderts wurde von der ortsnahen Firma August Hartmann eine Orgel mit angehängtem Pedal für diesen Raum erbaut. Die Disposition lautet:
| Manual C–f3 |           |           |
| 1.          | Gedeckt   | 8′        |
| 3.          | Rohrflöte | 4′        |
| 4.          | Prinzipal | 2′        |
| 5.          | Quinte    | 1 ⁄3′     |
| 5.          | Mixtur    | 1′ + 1⁄3′ |

## Glocken
Im Glockenturm der Kirche befand sich ein vierstimmiges Geläut aus Konrad-, Christus-, Marien- und Josefsglocke. Es erklang in der Tonfolge es1, ges1, as1, b1. Dabei handelte es sich um das einzige Stahlgeläut auf dem Stadtgebiet von Regensburg. Gegossen wurden die Stahlglocken vom Bochumer Verein für Gussstahlfabrikation im Jahr 1935 und wurden am 1. Dezember des gleichen Jahres geweiht. Die kleinste Glocke wurde von den Siedlern gestiftet. Aufgrund der Materialbeschaffenheit entgingen die Glocken der Ablieferung im Zweiten Weltkrieg.
Die Glocken hatten die kalkulierte Nutzungszeit von 70 Jahren weit überschritten und galten als verbraucht. Daher wurden die vier großen Glocken 2020 durch die Glockengießerei Rudolf Perner aus Bronze neu gegossen. Zusätzlich wurde das Geläut um die Auferstehungsglocke erweitert. Die Weihe der Glocken vollzog am 3. Oktober 2021 Rudolf Voderholzer. Zudem wurde der Glockenstuhl aus Stahl durch einen Glockenstuhl aus Eiche ersetzt. Durch diese Maßnahme werden störende Nebengeräusche und Korrosionsprobleme vermieden.
|   | Name                | Masse (kg) | Schlagton (HT-1/16) | Durchmesser (mm) | Inschriften |
| - | ------------------- | ---------- | ------------------- | ---------------- | --- |
| 1 | Konradglocke        | 1245       | e1                  | 1232             | Hl. Konrad bitt für uns Hör der Erdenpilger Wort, erwart uns an der Himmelspfort!                                          |
| 2 | Christusglocke      | 833        | g1 +3               | 1055             | Lob sei Dir Christus! Wie mich der Vater gesandt hat, so sende ich euch!                                                   |
| 3 | Marienglocke        | 565        | a1 +1               | 933              | Oh, Maria hilf! Sei gegrüsst du Begnadete, der Herr ist mit dir!                                                           |
| 4 | Josefsglocke        | 390        | h1                  | 830              | Hl Joseph bitt für uns! Halte deine schützenden Hände über die Familien und über uns alle!                                 |
| 5 | Auferstehungsglocke | 245        | d2 +4               | 703              | Im Gedenken an unsere Verstorbenen Nun aber ist Christus von den Toten auferweckt worden, als der erste der Entschlafenen! |

Die alte Siedlerglocke (Josefsglocke) verblieb als Erinnerungsstück ohne Funktion im Turm.

Des Weiteren befindet sich an einem Glockenträger an der Kirche ein kleines Glockenspiel aus vier bronzenen Glocken in der Tonfolge fis2, g2, a2, h2.